# رصد (أبين)

تعديل مصدري - تعديل

رصد هي إحدى مدن محافظة أبين اليمنية. بلغ تعداد سكانها 862 نسمة حسب التعداد السكاني في اليمن لعام 2004.